# Paulino Viota Cabrero
Paulino Viota Cabrero nascut el 20 de juny de 1948 a Santander (Espanya), és un director, crític i professor de cinema.

## Biografia
Va estudiar ciències econòmiques a la Universitat del País Basc i a la Universitat Complutense de Madrid. Va començar en el cinema de manera autodidacta rodant, muntant i sonoritzant el documental "Las ferias". Després durant els anys 70 i 80 va dirigir quatre migmetratges i tres llargmetratges de ficció atípics. És autor de nombrosos articles i altres publicacions. Imparteix classes a diverses institucions públiques i privades.

## Filmografia

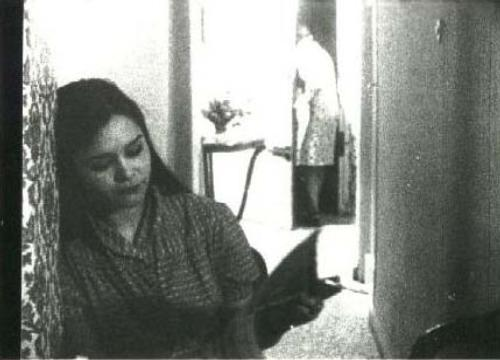
Guadalupe G. Güemes a la pel·lícula Contactos, de Paulino Viota.

- Duración (Duració) - 1970, projecció continua.
- Contactos (Contactes) - 1970, migmetratge.[4]
- Con uñas y dientes (Amb dents i ungles) - 1978, llargmetratge.[5]
- Cuerpo a cuerpo (Cos a cos) - 1982, llargmetratge.[6]